# Sam MacLeod
Sam MacLeod (Edinburgh, 9 november 1994) is een Schots autocoureur.

## Carrière
MacLeod begon zijn autosportcarrière in het karting in 2007, maar ging in 2009 pas aan wedstrijden meedoen. In 2011 eindigde hij als vierde in het CIK Karting European Championship en als dertiende in de KF2-klasse van de WSK Master Series. In 2012 nam hij deel aan het CIK-FIA European KF2 Championship en de WSK Master Series.
Aan het einde van 2012 reed MacLeod in zijn eerste races in het formuleracing in de Formule Ford. In 2013 maakte hij de fulltime overstap naar de Protyre Formule Renault, waarin hij uitkwam voor het team Fortec Motorsports. Hij won één race op het Snetterton Motor Racing Circuit en behaalde vier andere podiumplaatsen, waardoor hij met 169 punten als zesde in het kampioenschap eindigde. Ook nam hij deel aan drie raceweekenden in de Formule Renault 2.0 NEC voor Fortec, waarin een negende plaats op Spa-Francorchamps zijn beste resultaat was.
In 2014 maakte MacLeod zijn Formule 3-debuut in zowel het Britse als het Duitse Formule 3-kampioenschap voor respectievelijk Fortec en Van Amersfoort Racing. Zijn prioriteit lag echter bij het Duitse kampioenschap, waardoor hij vier van de zeven raceweekenden van het Britse kampioenschap liet schieten. Desondanks eindigde hij met vier overwinningen achter Martin Cao, Matt Rao en Camren Kaminsky als vierde in dat kampioenschap met 121 punten. In het Duitse kampioenschap eindigde hij met drie overwinningen achter Markus Pommer, Nabil Jeffri en Indy Dontje als vierde met 243 punten. Ook nam hij deel aan het raceweekend op de Twin Ring Motegi in het Japanse Formule 3-kampioenschap voor Toda Racing als gastrijder. In de speciale evenementen van 2014, de Masters of Formula 3 en de Grand Prix van Macau, nam hij ook deel, waarbij hij in de Masters werd uitgeschakeld door teamgenoot Jules Szymkowiak, terwijl hij in Macau als twintigste eindigde.
In 2015 stapt MacLeod over naar het Europees Formule 3-kampioenschap, waarbij hij uitkomt voor het team Motopark Academy.